# 우네스코케라톱스
우네스코케라톱스(Unescoceratops)는 백악기 후기 앨버타 주와 캐나다 남부에서 발견된 렙토케라톱스과 각룡류 공룡의 한 속이다. 속한 종은 우네스코케라톱스 코펠후사이(Unescoceratops koppelhusae) 하나이다.

## 발견
우네스코케라톱스의 표본은 완모식표본인 TMP 95.12.6 이 유일한데, 왼쪽 하악골 일부만이 보존되어 있다. 이것은 1995년에 라이팅온스톤 지방공원 부근 블랙쿨리 (예전의 데드호스 쿨리) 지역의 백악기 후기 샹파뉴절 약 7650만년에서 7500만년 전의 지층인 공룡공원 층에서 발견되었다. 이 표본은 종을 동정하기에는 너무 불완전해 수장고에 수 년 동안 보관만 되고 있었다. 당시에는 렙토케라톱스의 화석이라고 생각되었다. 클리블랜드 자연사박물관의마이클 라이언과 로얄 온타리오 박물관의 데이비드 에반스가 분지학적 분석을 수행하여 해당 표본이 가장 분화된 렙토케라톱스과의 속들 중 하나라는 것을 밝혀냈다.

## 특징
우네스코케라톱스는 1에서 2 미터 정도 몸길이에 91 kg 미만의 몸무게를 가졌던 것으로 보인다. 이빨은 렙토케라톱스과 공룡들 중 가장 둥글게 생겼다.
말론과 동료들이 2013년에 라라미디아 섬대륙에서 백악기 후기에 초식동물들이 어떻게 공존했는지를 연구했다. 우네스코케라톱스 같은 소형 조반류 공룡들은 전반적으로 1 미터 이내의 낮게 자라는 식물들을 주로 먹었을 것이라는 결론이 내려졌다.

## 어원
우네스코케라톱스 속은 마이클 J. 라이언, 데이비드 C. 에반스, 필립 J. 커리, 칼렙 M. 브라운, 그리고 돈 브링크만이 2012년에 처음 보고했는데, 1995년에 라이언과 커리에 의해 명명되지 않은 채로 출판된 적은 있다. 모식종은 우네스코케라톱스 코펠후사이(Unescoceratops koppelhusae)이다. 속명은 유네스코의 각룡이라는 의미로 유네스코가 전 세계에 걸쳐 자연사에 대한 이해를 증진시키고자 노력하는 것을 기리기 위한 것이다. 라이언의 말을 빌자면, "공룡공원각룡이라는 이름은 너무 길잖아요."